# Світова скорбота
Weltschmerz або світова скорбота, світовий біль (нім. Weltschmerz: Welt — світ, Schmerz — біль; рос. мировая скорбь; англ. world-weariness або world-pain; в тому ж значенні вживалося фр. mal du siècle — хвороба століття) — термін, що був запроваджений німецьким письменником Жаном Полем (Johann Paul Friedrich Richter) і означає почуття людини, яка усвідомила, що реальний фізичний світ ніколи не зможе задовольнити потреби її розуму та відповідати її уяві, глибока печаль над недоліками світу.
Такі погляди широко розповсюдженні у творчості лорда Байрона, Джакомо Леопарді, Франсуа-Рене де Шатобріана, Альфреда де Мюссе, Ніколауса Леннау, Германа Гессе і Генріха Гейне. Такий стан душі характерний для Вертера, який є головним героєм твору Йогана Вольфганга Ґете «Страждання молодого Вертера».
Weltschmerz йде поряд з песимізмом, меланхолією, апатією та ескапізмом. Розділяти такі відчуття означає з одного боку неможливість погодитися з навколишнім світом, а з іншого небажання його змінювати, боротися за своє щастя.
«Nur sein Auge sah alle die tausend Qualen der Menschen bei ihren Untergängen. Diesen Weltschmerz kann er, so zu sagen, nur aushalten durch den Anblick der Seligkeit, die nachher vergütet.» JEAN PAUL: «Selina oder über die Unsterblichkeit» — «Лише його око бачило тисячі страждань пережиті людьми. Цей всесвітній жаль він може витримати, так би мовити, лише через погляд блаженства, що прийде потому.» Жан Поль: «Зеліна або безсмертя душі».